# Secret (Film)
Secret (Originaltitel chinesisch 不能說的秘密 / 不能说的秘密, Pinyin Bùnéng shuō de mìmì – „unsagbares Geheimnis“) ist ein taiwanischer Liebes-/Fantasyfilm aus dem Jahr 2007. Jay Chou gab darin sein Debüt als Regisseur und Drehbuchautor und übernahm auch die Hauptrolle sowie einen Großteil der Musik.
Der Film wurde in Asien ein großer Erfolg und ist im Westen besonders unter Klassik- bzw. Klavierfans bekannt.

## Handlung
Der Schüler Ye Xianglun, ein begabter Pianist, der bei seinem Vater lebt, wechselt auf eine neue Schule. Am ersten Tag hört er im Musikflügel des Hauses eine geheimnisvolle Klaviermelodie, der er nachgeht und die ihn zu einer anderen Klavierschülerin, Lu Xiaoyu, führt. Als er sie nach dem Titel des Stücks fragt, erklärt sie, dass dies ein Geheimnis sei. Die beiden schließen langsam Freundschaft, doch Xianglun merkt bald, dass auch das Mädchen von einem Geheimnis umgeben sein muss. Es dauert lange, bis er dahinterkommt, dass Xiaoyu durch das Spiel eines bestimmten Stückes auf dem alten Schulflügel aus dem Jahr 1979 in die Gegenwart gereist ist und nur von ihm selbst, dem ersten, der ihr begegnete, gesehen werden kann.

## Auszeichnungen (Auswahl)
27th Hong Kong Film Awards
- Nominiert: Best Asian Film

44th Golden Horse Awards
- Gewonnen: Best Original Film Song (Vincent Fang, Jay Chou)
- Gewonnen: Best Visual Effects (Victor Wong, Eddy Wong, Yiu Ming Cheung, Donnie Lai)
- Gewonnen: Outstanding Taiwanese Film of the Year
- Nominiert: Best Supporting Actress (Alice Tzeng)
- Nominiert: Best Original Film Score (Terdsak Janpan, Jay Chou)
- Nominiert: Outstanding Taiwanese Filmmaker of the Year (Jay Chou)

## Trivia
- Jay Chou widmete den Film seinem Lieblingskomponisten Chopin und verwendete auch zwei seiner Stücke im Film, die meisten anderen Stücke komponierte er selbst. Außerdem tauchen immer wieder Bilder des Komponisten auf.